# Palazzo dell'Istituto Morano
Il Palazzo dell'Istituto Morano o Piccola Casa della Carità (in città è anche comunemente indicato come detto Palazzo Morano) è un palazzo monumentale di Aversa. Si trova in via Augusto Mazzaggio.

## Storia
Il palazzo sorge nell'ampliamento spagnolo della città di Aversa, nel quartiere detto Lemitone. Realizzato almeno a partire dal XVII secolo entrò in possesso della famiglia Morano agli inizi del XX secolo.
Il 17 marzo 1928 palazzo fu sede della Piccola Casa di Carità, un istituto educativo, voluto dal canonico e teologo Giuseppe Morano e dall'anno successivo iniziò a funzionare come orfanotrofio femminile.
Negli anni successivi all'apertura dell'Istituto furono acquistati altri locali attigui per far fronte alle esigenze dell'educandato che dal 1939 fu affidato ad una pia società dal titolo Figlie della Passione e di Maria SS. Ausiliatrice.
La Piccola Casa di Carità, durante gli anni di attività, si fece promotrice anche di un proprio mensile dal titolo Charitas che riportava articoli religiosi e promuoveva le opere di beneficenza.
L'11 maggio 1951, alla morte del canonico Morano, la direzione dell'Istituto passò al fratello cardinale Francesco Morano. Morto anche il cardinale nel 1968, dopo che questi aveva nominato erede universale la Piccola Casa della Carità di Aversa, fondata dal fratello Giuseppe, la direzione del sacerdote Tommaso Rotunno.
Per questo importante e pesante impegno ricevuto Rotunno che in precedenza era stato nominato vicario generale della Diocesi di Aversa dal vescovo Felice Cece rinunciò all'incarico restando come direttore ed amministratore dell'Istituto Morano. Come direttore ha molto sviluppato l'attività della Piccola Casa di carità dando accoglienza a bambine dello Sri Lanka seguendole anche negli studi e portandole sino alla laurea. 
Dopo un periodo di abbandono, a seguito della morte di monsignor Rotunno, dal 2016 al 2018 è divenuta sede della casa di accoglienza Gratis Accepistis della Caritas diocesana. Dal 2017 al 2020 ha avuto sede presso il Palazzo dell'Istituto Morano il Centro di Pastorale Universitaria della Diocesi di Aversa.